# Осадченко, Иван Романович
Иван Романович Осадченко (1912—2007) — советский хозяйственный, государственный и политический деятель.

## Биография
Родился в 1912 году в слободе Мартыновка. Член КПСС.
С 1929 года — на хозяйственной, общественной и политической работе. В 1929—1972 гг. — слесарь-нефтяник на нефтеперерабатывающих заводах в Баку, организатор нефтеперерабатывающей промышленности в Москве, выпускник Московского нефтяного института имени Губкина, инженер, старший инженер, начальник цеха, заместитель главного инженера, директор Уфимского нефтеперерабатывающего завода, начальник производственного ообъединения «Башнефтезаводы», директор ВНИИ нефтехимических процессов.
За разработку нового метода получения химического продукта был в составе коллектива удостоен Сталинской премии 1949 года.
Умер в Санкт-Петербурге в 2007 году.